# Boyuk Taghlar
Boyuk Taghlar est un village d'Azerbaïdjan faisant partie du raion de Khojavend. Elle fut jusqu'en 2020, une communauté rurale de la région de Hadrout, au Haut-Karabagh, sous le nom de Mets Tagher (en arménien Մեծ Թաղեր). Elle compte 1 053 habitants en 2005.
La grotte de Taghlar, qui abrite un site archéologique, se trouve sur le territoire de cette communauté rurale.